# 100 książek XX wieku według Le Monde
100 książek XX wieku – lista książek ogłoszona na łamach francuskiego dziennika „Le Monde” w 1999 roku. Pozycje te zostały wybrane z wcześniej przygotowanej listy 200 książek w głosowaniu, w którym wzięło udział 17 tys. Francuzów.

## 100 książek XX wieku
| Nr  | Tytuł                                            | Autor                         | Rok       |
| --- | ------------------------------------------------ | ----------------------------- | --------- |
| 1   | Obcy                                             | Albert Camus                  | 1942      |
| 2   | W poszukiwaniu straconego czasu                  | Marcel Proust                 | 1913–1927 |
| 3   | Proces                                           | Franz Kafka                   | 1925      |
| 4   | Mały Książę                                      | Antoine de Saint-Exupéry      | 1943      |
| 5   | Dola człowiecza                                  | André Malraux                 | 1933      |
| 6   | Podróż do kresu nocy                             | Louis-Ferdinand Céline        | 1932      |
| 7   | Grona gniewu                                     | John Steinbeck                | 1939      |
| 8   | Komu bije dzwon                                  | Ernest Hemingway              | 1940      |
| 9   | Mój przyjaciel Meaulnes                          | Alain-Fournier                | 1913      |
| 10  | Piana dni                                        | Boris Vian                    | 1947      |
| 11  | Druga płeć                                       | Simone de Beauvoir            | 1949      |
| 12  | Czekając na Godota                               | Samuel Beckett                | 1952      |
| 13  | Byt i nicość                                     | Jean-Paul Sartre              | 1943      |
| 14  | Imię róży                                        | Umberto Eco                   | 1980      |
| 15  | Archipelag GUŁag                                 | Aleksandr Sołżenicyn          | 1973      |
| 16  | Słowa                                            | Jacques Prévert               | 1946      |
| 17  | Alkohole                                         | Guillaume Apollinaire         | 1913      |
| 18  | Błękitny lotos                                   | Hergé                         | 1936      |
| 19  | Dziennik Anne Frank                              | Anne Frank                    | 1947      |
| 20  | Smutek tropików                                  | Claude Lévi-Strauss           | 1955      |
| 21  | Nowy wspaniały świat                             | Aldous Huxley                 | 1932      |
| 22  | Rok 1984                                         | George Orwell                 | 1949      |
| 23  | Przygody Galla Asteriksa                         | René Goscinny i Albert Uderzo | 1959      |
| 24  | Łysa śpiewaczka                                  | Eugène Ionesco                | 1952      |
| 25  | Trzy rozprawy z teorii seksualnej                | Sigmund Freud                 | 1905      |
| 26  | Kamień filozoficzny                              | Marguerite Yourcenar          | 1968      |
| 27  | Lolita                                           | Vladimir Nabokov              | 1955      |
| 28  | Ulisses                                          | James Joyce                   | 1922      |
| 29  | Pustynia Tatarów                                 | Dino Buzzati                  | 1940      |
| 30  | Fałszerze                                        | André Gide                    | 1925      |
| 31  | Huzar na dachu                                   | Jean Giono                    | 1951      |
| 32  | Oblubienica Pana                                 | Albert Cohen                  | 1968      |
| 33  | Sto lat samotności                               | Gabriel García Márquez        | 1967      |
| 34  | Wściekłość i wrzask                              | William Faulkner              | 1929      |
| 35  | Teresa Desqueyroux                               | François Mauriac              | 1927      |
| 36  | Zazi w metrze                                    | Raymond Queneau               | 1959      |
| 37  | W odmęcie uczuć                                  | Stefan Zweig                  | 1927      |
| 38  | Przeminęło z wiatrem                             | Margaret Mitchell             | 1936      |
| 39  | Kochanek lady Chatterley                         | D.H. Lawrence                 | 1928      |
| 40  | Czarodziejska góra                               | Thomas Mann                   | 1924      |
| 41  | Witaj, smutku                                    | Françoise Sagan               | 1954      |
| 42  | Milczenie morza                                  | Jean Marcel Bruller           | 1942      |
| 43  | Życie instrukcja obsługi                         | Georges Perec                 | 1978      |
| 44  | Pies Baskerville’ów                              | Arthur Conan Doyle            | 1901–1902 |
| 45  | Pod słońcem szatana                              | Georges Bernanos              | 1926      |
| 46  | Wielki Gatsby                                    | Francis Scott Fitzgerald      | 1925      |
| 47  | Żart                                             | Milan Kundera                 | 1967      |
| 48  | Pogarda                                          | Alberto Moravia               | 1954      |
| 49  | Zabójstwo Rogera Ackroyda                        | Agatha Christie               | 1926      |
| 50  | Nadja                                            | André Breton                  | 1928      |
| 51  | Aurelian                                         | Louis Aragon                  | 1944      |
| 52  | Atłasowy trzewiczek                              | Paul Claudel                  | 1929      |
| 53  | Sześć postaci w poszukiwaniu autora              | Luigi Pirandello              | 1921      |
| 54  | Kariera Artura Ui                                | Bertolt Brecht                | 1959      |
| 55  | Piętaszek czyli Otchłanie Pacyfiku               | Michel Tournier               | 1967      |
| 56  | Wojna światów                                    | Herbert George Wells          | 1898      |
| 57  | Czy to jest człowiek                             | Primo Levi                    | 1947      |
| 58  | Władca Pierścieni                                | J.R.R. Tolkien                | 1954–1955 |
| 59  | Les Vrilles de la vigne (fr.)                    | Sidonie-Gabrielle Colette     | 1908      |
| 60  | Stolica cierpienia                               | Paul Éluard                   | 1926      |
| 61  | Martin Eden                                      | Jack London                   | 1909      |
| 62  | Ballada o Słonym Morzu (z serii Corto Maltese)   | Hugo Pratt                    | 1967      |
| 63  | Stopień zero pisania                             | Roland Barthes                | 1953      |
| 64  | Utracona cześć Katarzyny Blum                    | Heinrich Böll                 | 1974      |
| 65  | Brzegi Syrtów                                    | Julien Gracq                  | 1951      |
| 66  | Słowa i rzeczy. Archeologia nauk humanistycznych | Michel Foucault               | 1966      |
| 67  | W drodze                                         | Jack Kerouac                  | 1957      |
| 68  | Cudowna podróż                                   | Selma Lagerlöf                | 1906–1907 |
| 69  | Własny pokój                                     | Virginia Woolf                | 1929      |
| 70  | Kroniki marsjańskie                              | Ray Bradbury                  | 1950      |
| 71  | Le Ravissement de Lol V. Stein (fr.)             | Marguerite Duras              | 1964      |
| 72  | Protokół                                         | Jean-Marie Gustave Le Clézio  | 1963      |
| 73  | Tropizmy                                         | Nathalie Sarraute             | 1939      |
| 74  | Dziennik                                         | Jules Renard                  | 1925      |
| 75  | Lord Jim                                         | Joseph Conrad                 | 1900      |
| 76  | Écrits (Pisma)                                   | Jacques Lacan                 | 1966      |
| 77  | Teatr i jego sobowtór                            | Antonin Artaud                | 1938      |
| 78  | Manhattan Transfer                               | John Dos Passos               | 1925      |
| 79  | Fikcje                                           | Jorge Luis Borges             | 1944      |
| 80  | Morawagin                                        | Blaise Cendrars               | 1926      |
| 81  | Generał martwej armii                            | Ismail Kadare                 | 1963      |
| 82  | Wybór Zofii                                      | William Styron                | 1979      |
| 83  | Romancero cygańskie                              | Federico García Lorca         | 1928      |
| 84  | Maigret i goście z Europy Wschodniej             | Georges Simenon               | 1931      |
| 85  | Matka Boska Kwietna                              | Jean Genet                    | 1944      |
| 86  | Człowiek bez właściwości                         | Robert Musil                  | 1930–1932 |
| 87  | Zaciekłość i tajemnica                           | René Char                     | 1948      |
| 88  | Buszujący w zbożu                                | J.D. Salinger                 | 1951      |
| 89  | Nie ma orchidei dla panny Blandish               | James Hadley Chase            | 1939      |
| 90  | Blake i Mortimer                                 | Edgar P. Jacobs               | 1950      |
| 91  | Malte. Pamiętniki Malte-Lauridsa Brigge          | Rainer Maria Rilke            | 1910      |
| 92  | Przemiana                                        | Michel Butor                  | 1957      |
| 93  | Korzenie totalitaryzmu                           | Hannah Arendt                 | 1951      |
| 94  | Mistrz i Małgorzata                              | Michaił Bułhakow              | 1967      |
| 95  | Różoukrzyżowanie (trylogia:Sexus, Plexus, Nexus) | Henry Miller                  | 1949–1960 |
| 96  | Głęboki sen                                      | Raymond Chandler              | 1939      |
| 97  | Amers                                            | Saint-John Perse              | 1957      |
| 98  | Gaston                                           | André Franquin                | 1957      |
| 99  | Pod wulkanem                                     | Malcolm Lowry                 | 1947      |
| 100 | Dzieci północy                                   | Salman Rushdie                | 1981      |